# 辰市城
辰市城（たついちじょう）は、奈良県奈良市東九条町にあった日本の城（平城）。短期間で築城され、大和戦国時代の有数の戦いである辰市城の戦いの舞台となった城である。

## 概要

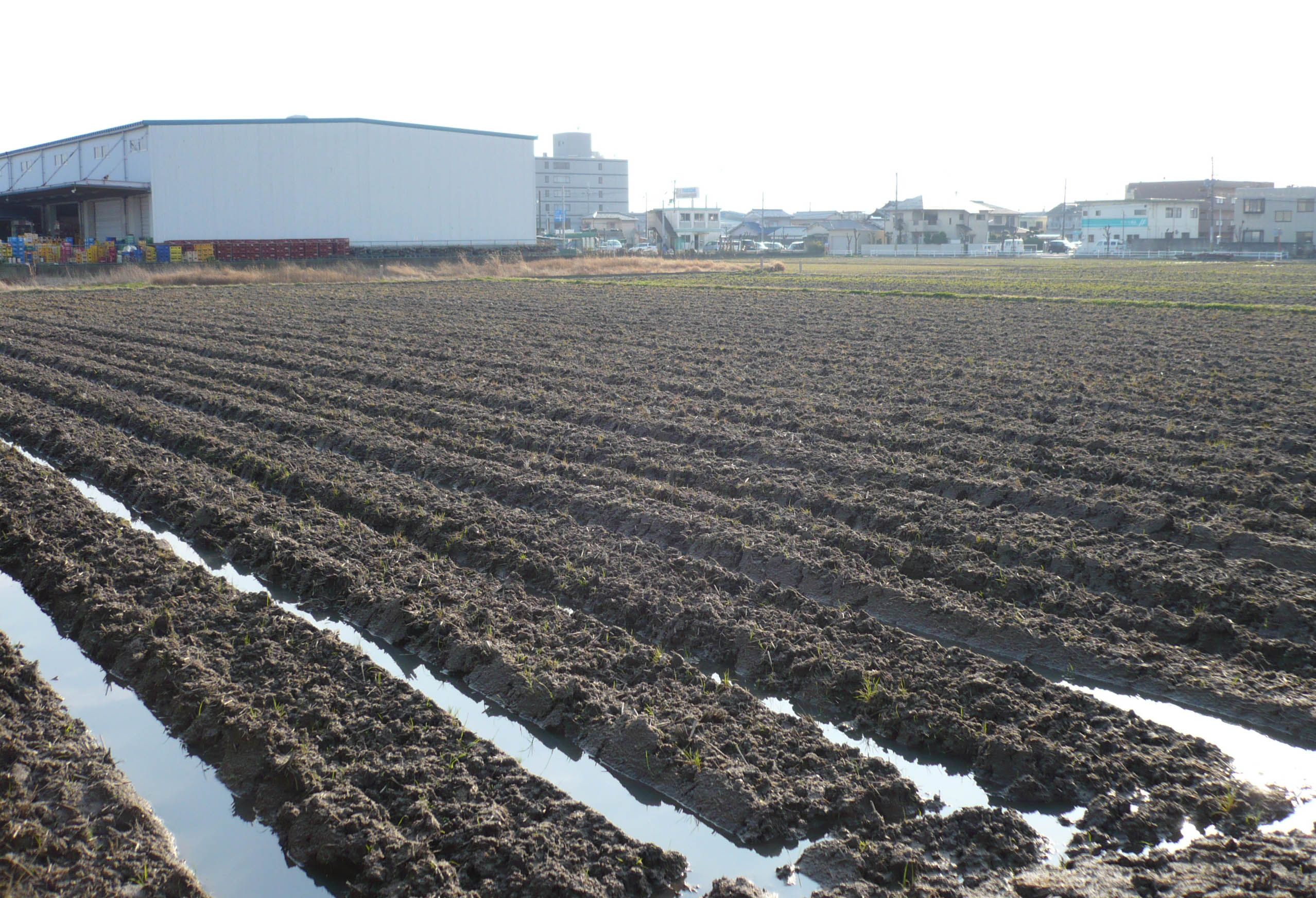
辰市幼稚園の東側に位置する耕作地

辰市城は奈良駅より南西の2.6kmの旧辰市小学校、現在の辰市幼稚園周辺にあった平城で、城郭についてはほとんど不明である。『多聞院日記』や『筒井家記』より、短期間で堀と塀が築かれたと思われている。現在辰市幼稚園の周辺は宅地化、耕作地となっており石碑もなく、城跡をうかがい知れるものはほとんど無い。

## 辰市城の戦い
辰市城の沿革もこの辰市城の戦いのみで、いつ頃廃城になったか、辰市城の戦いのみ存在していたのか、詳しい事は解っていない。

### 開戦までの経緯

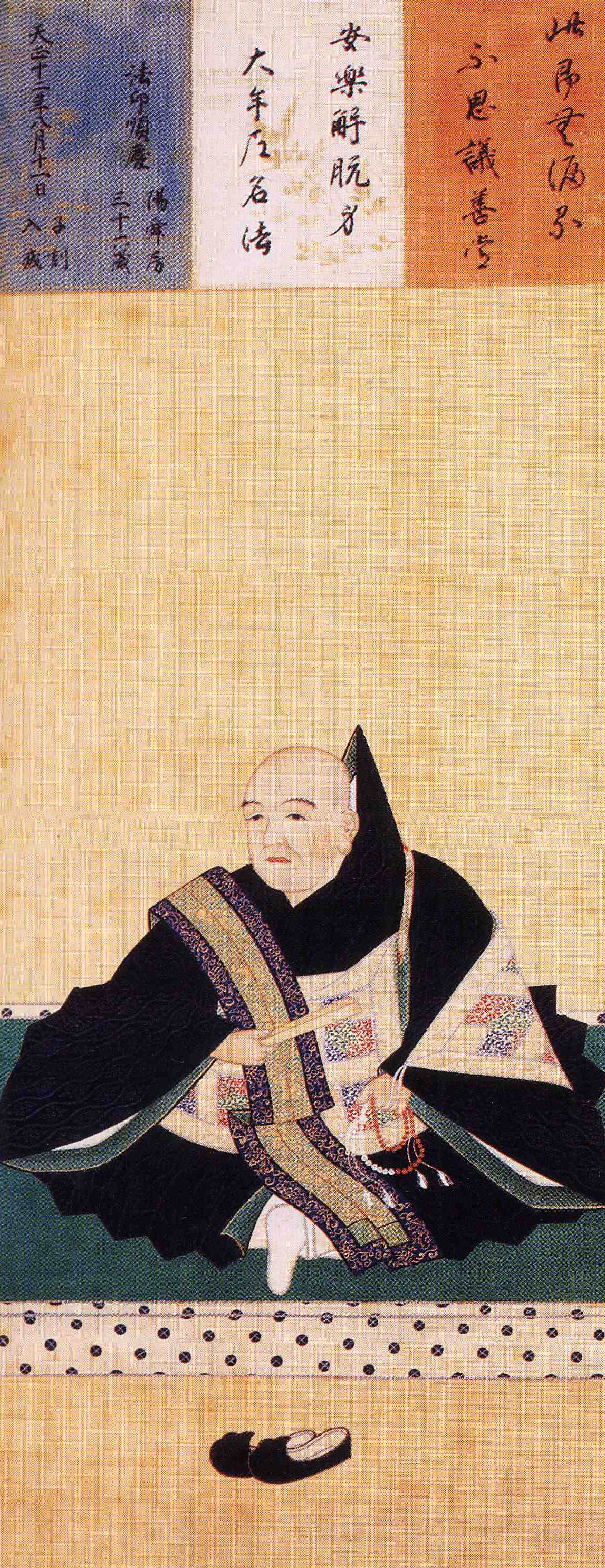
筒井順慶画像（模写）/東京大学史料編纂所所蔵

筒井順慶は筒井城の戦いで居城筒井城を奪われ福住中定城に在城していたが、再起を計画していた。そんな中、永禄4年（1561年）松永久秀軍に敗北して降伏し娘を人質に出していた十市遠勝が病死すると、十市城では内紛が生じ松永派と筒井派に城内が分裂した。順慶がその分裂を利用し永禄13年7月24日筒井軍と興福寺軍が連合軍500兵で永禄13年（1570年）7月27日夜半より攻撃を開始し、十市城を攻略し支配した（『多聞院日記』）松永派の重臣たちは退去した。。筒井軍は郡山城を攻城させようと迫っていた松永久秀軍を破ったほか、窪之庄城を奪回し、椿尾上城を築城した。
元亀2年6月11日、足利義昭は方針を突然変更して、筒井順慶に接近して幕府方に取り込み、順慶を宿敵とする久秀は許せず幕府から離脱する。
将軍の後援を得た順慶が戦況を打開しようと、強力な拠点とすべく着目したのは辰市村で、現在の奈良市東九条町に位置している。筒井城から東北に6kmの距離になる。ここに順慶の命をうけた井戸良弘に城を築かせ、同年7月3日に完成したとされている（『筒井家記』）。また同年8月2日に「辰市二筒ヨリ用害沙汰之」（『多聞院日記』）とあるが、『日本城郭大系』によると、その後すぐに辰市城の戦いが始まる事から『多聞院日記』の記述は「あわただしすぎる」と記載している。辰市城は多聞城と一定の距離はあるが脅かし、久秀に奪われた筒井城の近辺であり揺さぶりをかけた。

### 戦いの状況

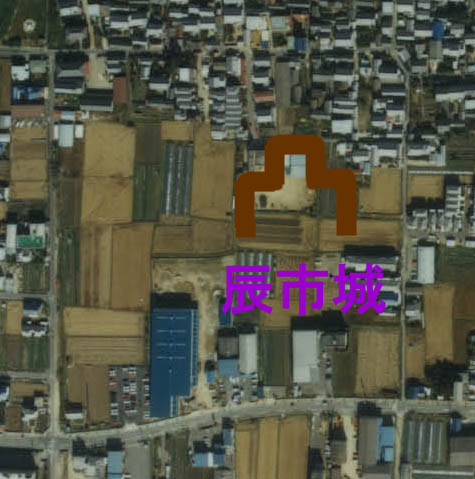
辰市城の城郭部分/

久秀は筒井城攻略戦を開始した。同年8月2日先鋒軍が派遣され、その後同月4日松永軍が久秀の指揮で信貴山城を軍勢1300人で出立した。三好義継の援軍と、多聞多聞山城を出立した息子の松永久通の軍と大安寺で合流して、8月4日辰市城での戦いが開始される。この時の戦いの様子が「筒井松永ノ両勢対陣シ、互二時ノ声三度合シテ 弓鉄砲ヲ居掛タリ、ソノ声四方二響渡リ、樹海二応ヘテ、天地モ震動スルカト覚ヘタリ」（『和州諸将軍伝』）と記されている。
戦いは長時間に渡って続いた。大軍で押し寄せた松永軍は、力攻めの攻城戦を仕掛け、塀を引き倒し、堀に橋を架けた。当初松永軍は優勢であったが、高樋城、椿尾上城、郡山城から順慶への援軍が到着し松永軍へ反撃していく。これに加え福住中定城にいた福住順弘、山田順清隊が、五ケ谷（現・奈良市五ケ谷町）を通り来援し合流して後詰で松永軍に猛攻撃を加え打ち破った。松永軍の重臣や奉行衆、多くの武将をはじめ首級500の他に手負い500を数え、鉄砲、槍、刀等を捨てて多聞山城にたどり着き、「大和で、これほど討ち取られたのは、はじめてのことだ」と記載されている（『多聞院日記』）。家老竹内秀勝は負傷し、9月に死亡している。重臣柳生宗巌の嫡男・厳勝は重傷を負い以後柳生谷に逼塞した。一方、筒井軍も援軍に駆け付けた山田順清をはじめ多くの武将が討ち取られた。

### 戦後の影響
この戦いの敗北で、久秀は筒井城を維持できず順慶に奪回された。同年8月6日、順慶は信長の元に松永軍の首級240を送っている。また翌8月7日、松永軍に属していた高田城を落とし40の首を挙げた（『多聞院日記』）。その後佐久間信盛、明智光秀の仲介で同年11月1日に久秀と順慶は短期的な和睦をしたとされている(『和州諸将軍伝』)。翌天正元年（1573年）4月に武田信玄が上洛中に病死、同年7月19日に槇島城の戦いで足利義昭が追放され、8月20日の一乗谷城の戦いで朝倉義景が、8月28日の小谷城の戦いで浅井長政が、11月の若江城の戦いで盟友でもあった三好義継が攻め滅ぼされ信長包囲網が崩れた後で、久秀は信長に降伏し、条件として12月26日に多聞山城を明け渡すことになる。翌天正2年（1574年）正月、順慶は岐阜城を訪れ織田信長に拝謁し、3月23日に信長への臣従の証として母親を人質として差し出している（『多聞院日記』）。久秀も同正月拝謁し臣従している。

## 城跡へのアクセス
- 電車でのアクセス

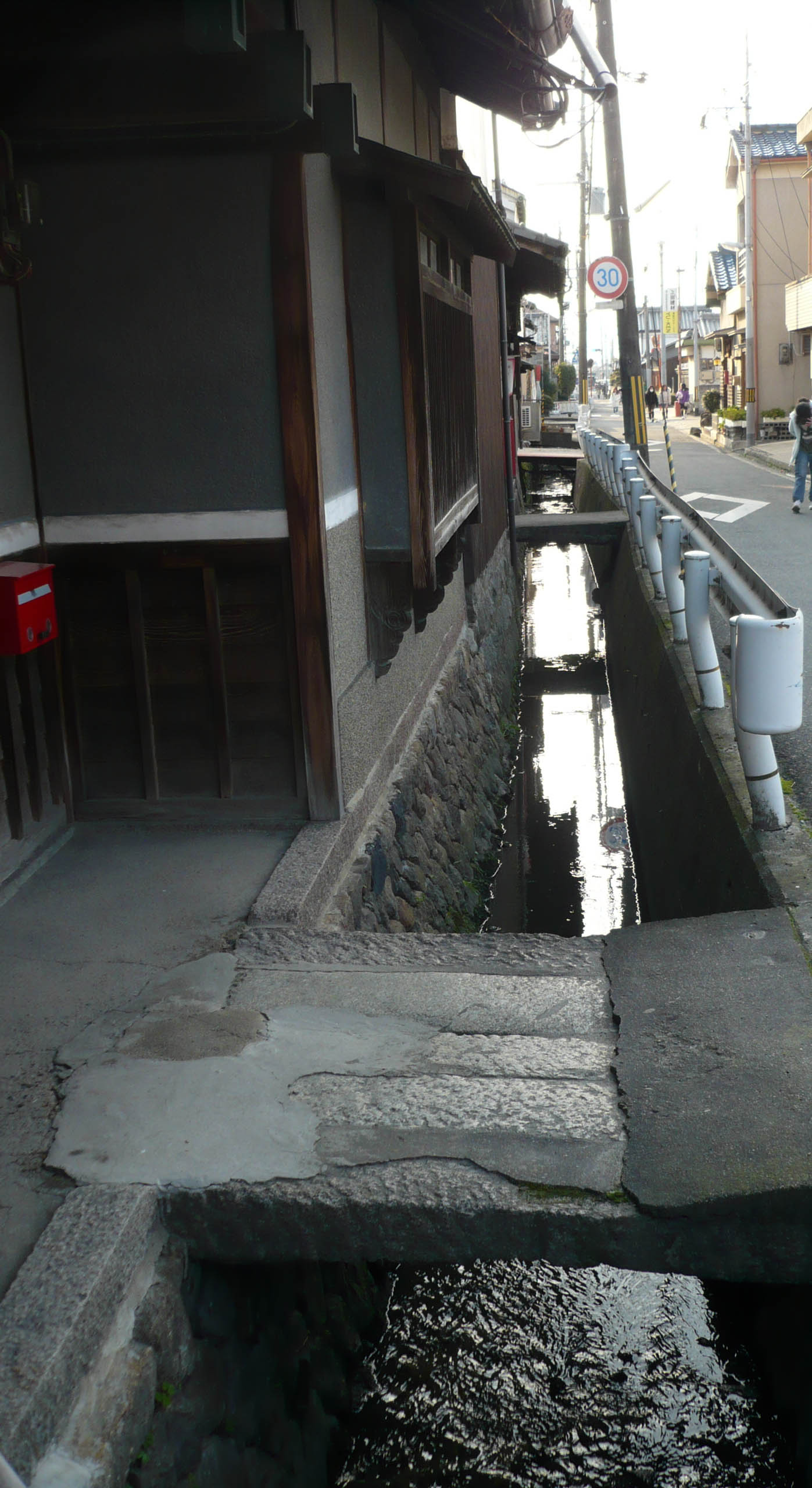
辰市幼稚園の北側

  - JR西日本 大和路線 郡山駅 → 奈良交通バス 辰市農協下車 → 徒歩約5分
- 車でのアクセス
  - 西名阪道 郡山IC → 国道24号 → 奈良県道44号
  - 周辺に駐車場無し